# Nikitsch
Nikitsch (Kroatisch: Filež) is een gemeente in de Oostenrijkse deelstaat Burgenland, gelegen in het district Oberpullendorf (OP). De gemeente heeft ongeveer 1600 inwoners.

## Geografie
Nikitsch heeft een oppervlakte van 50,8 km². Het ligt in het uiterste oosten van het land. De Hongaarse naam van Nikitsch is Füles, de autochtone Kroaten noemen hun gemeente Filež.
Kadastrale gemeenten zijn Kroatisch Geresdorf, Kroatisch Minihof en Nikitsch.
Deutschkreutz · Draßmarkt · Frankenau-Unterpullendorf · Großwarasdorf · Horitschon · Kaisersdorf · Kobersdorf · Lackenbach · Lackendorf · Lockenhaus · Lutzmannsburg · Mannersdorf an der Rabnitz · Markt Sankt Martin · Neckenmarkt · Neutal · Nikitsch · Oberloisdorf · Oberpullendorf · Pilgersdorf · Piringsdorf · Raiding · Ritzing · Steinberg-Dörfl · Stoob · Unterfrauenhaid · Unterrabnitz-Schwendgraben · Weingraben · Weppersdorf
- Gemeinsame Normdatei: 4293514-3
- Nationale Bibliotheek van Israël: 987007577027205171
- Virtual International Authority File: 242673632